# Eliminatórias da Copa do Mundo FIFA de 1938
Um total de 37 equipes se inscreveram para a disputa das Eliminatórias da Copa do Mundo FIFA de 1938, competindo por um total de 16 vagas na fase final. Pela primeira vez o atual campeão e o país-sede se qualificaram automaticamente. Portanto,  França, como sede, e  Itália, os defensores do título, classificaram-se automaticamente, deixando 14 vagas em disputa.
Devido à Guerra Civil Espanhola, a  Espanha desistiu da competição. Os 34 times restantes foram divididos em 12 grupos, baseados em considerações geográficas:
- Grupos 1 a 9 - Europa: 11 vagas, disputadas por 23 equipes (incluindo Egito e Palestina).
- Grupo 10 - América do Sul: 1 vaga, disputada por 2 equipes.
- Grupo 11 - Américas do Norte e Central e Caribe: 1 vaga, disputada por 7 equipes (incluindo Colômbia)
- Grupo 12 - Ásia: 1 vaga, disputada por 2 equipes.

Porém, com a desistência da  Áustria após se classificar (foram anexados pela Alemanha), apenas 15 equipes competiram na fase final.
Um total de 21 equipes jogaram pelo menos um jogo da eliminatória. Um total de 22 partidas foram disputadas, e 96 gols foram marcados (uma média de 4,36 por partida).
Na 2ª secção estão os resultados das Eliminatórias.

## Equipes classificadas
| Continente                                      | Seleção                       | Classificada como                                 | Data em que a classificaçao foi assegurada                                                                  | Aparições em Copas do Mundo | Aparições consecutivas | Última aparição  | Melhor resultado anterior         |
| ----------------------------------------------- | ----------------------------- | ------------------------------------------------- | --- | --------------------------- | ---------------------- | ---------------- | --------------------------------- |
| Europa (13 vagas)(contando com Itália e França) | França                        | Sede da Copa                                      | Desconhecido                                                                                                | 3ª                          | 3                      | 1934             | 1ª fase, 7º lugar (1930)          |
| Europa (13 vagas)(contando com Itália e França) | Itália                        | Vencedor da Edição Anterior                       | 19 de junho de 1938                                                                                         | 2ª                          | 2                      | 1934             | Campeão (1934)                    |
| Europa (13 vagas)(contando com Itália e França) | Alemanha                      | Vencedor do Grupo 1                               | 29 de agosto de 1937                                                                                        | 2ª                          | 2                      | 1934             | Terceiro Lugar (1934)             |
| Europa (13 vagas)(contando com Itália e França) | Suécia                        | 2º colocado do Grupo 1                            | 29 de agosto de 1937                                                                                        | 2ª                          | 2                      | 1934             | 8º lugar (1934)                   |
| Europa (13 vagas)(contando com Itália e França) | Noruega                       | Vencedor do Grupo 2                               | 3 de abril de 1938                                                                                          | 1ª                          | 1                      | -                | -                                 |
| Europa (13 vagas)(contando com Itália e França) | Polónia                       | Vencedor do Grupo 3                               | 3 de abril de 1938                                                                                          | 1ª                          | 1                      | -                | -                                 |
| Europa (13 vagas)(contando com Itália e França) | Romênia                       | Vencedor do Grupo 4                               | Desistência do Egito                                                                                        | 3ª                          | 3                      | 1934             | Oitavos-de-Final (1934)           |
| Europa (13 vagas)(contando com Itália e França) | Suíça                         | Vencedor do Grupo 5                               | 1 de maio de 1938                                                                                           | 2ª                          | 2                      | 1934             | Quartos-de-final, 5º lugar (1934) |
| Europa (13 vagas)(contando com Itália e França) | Hungria                       | Vencedor da Fase Final do Grupo 6                 | 25 de março de 1938                                                                                         | 2ª                          | 2                      | 1934             | Quartas de final (1934)           |
| Europa (13 vagas)(contando com Itália e França) | Tchecoslováquia               | Vencedor do Grupo 7                               | 7 de novembro de 1937                                                                                       | 2ª                          | 2                      | 1934             | Vice-campeã (1934)                |
| Europa (13 vagas)(contando com Itália e França) | Áustria (Ver =)               | Vencedora da Fase Final do Grupo 8 (Ver = abaixo) | - (Ver = abaixo)                                                                                            | - (Ver = abaixo)            | - (Ver = abaixo)       | - (Ver = abaixo) | - (Ver = abaixo)                  |
| Europa (13 vagas)(contando com Itália e França) | Países Baixos                 | Vencedores do Grupo 9                             | 3 de abril de 1938                                                                                          | 2ª                          | 2                      | 1934             | Oitavas-de-Final (1934)           |
| Europa (13 vagas)(contando com Itália e França) | Bélgica                       | 2ª colocada do Grupo 9                            | 3 de abril de 1938                                                                                          | 3ª                          | 3                      | 1934             | Oitavas-de-Final (1934)           |
| América do Sul (1 vaga)                         | Brasil                        | Vencedor do Grupo 10                              | Desistência da Argentina                                                                                    | 3ª                          | 3                      | 1934             | 1ª fase (1930)                    |
| América do Norte, Central e Caribe (1 vaga)     | Cuba                          | Vencedor do Grupo 11                              | Desistência dos Estados Unidos, da Colômbia, da Costa Rica, do México, do El Salvador e da Guiana Holandesa | 1ª                          | 1                      | -                | -                                 |
| Ásia (1 vaga)                                   | Índias Orientais Neerlandesas | Vencedoras do Grupo 12                            | Desistência do Japão                                                                                        | 1ª                          | 1                      | -                | -                                 |

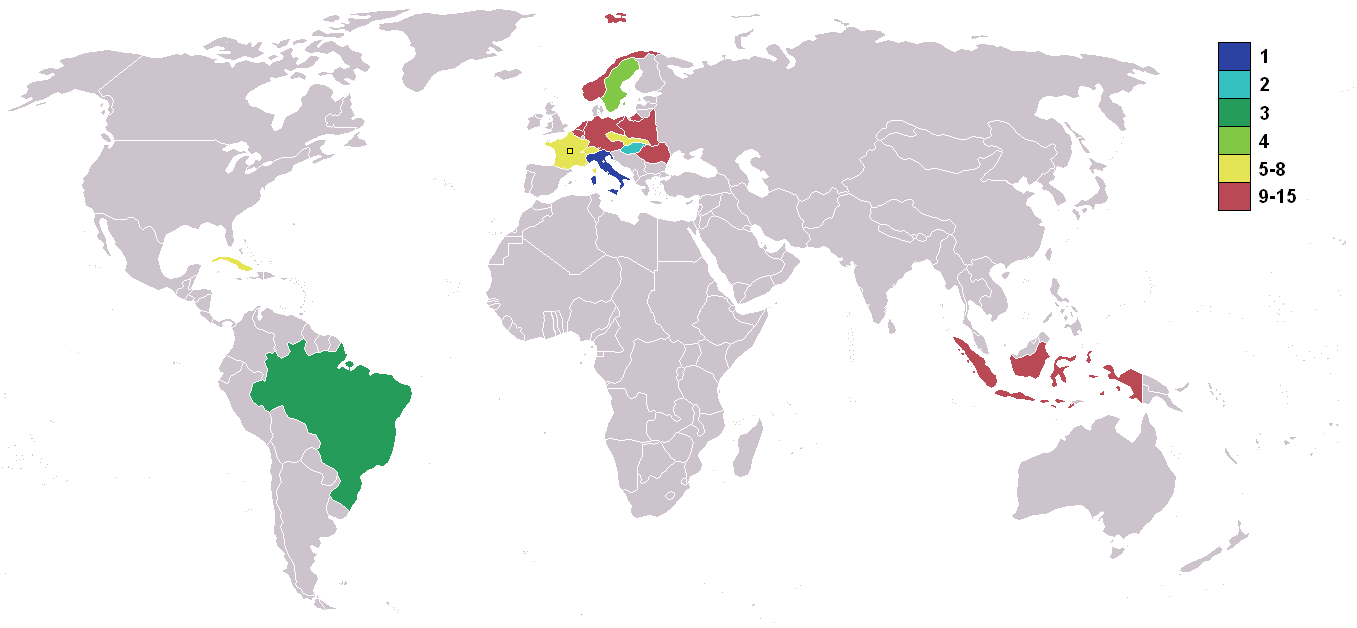
Países classificados

A  Áustria desistiu devido à anexação com a  Alemanha. A FIFA convidou a  Inglaterra para ocupar a vaga da  Áustria, mas ela recusou. Depois a FIFA decidiu deixar a Copa com uma Seleção a menos.

## Grupos
Os 12 grupos tinham regras distintas:
- O Grupo 1 tinha 4 equipes que se enfrentariam em turno único. Campeão e vice se classificariam.
- Os Grupos 2,3,4 e 7 tinham 2 times cada que se enfrentariam em ida e volta. Os vencedores se classificariam.
- O Grupo 5 tinha duas equipes. Jogo único em campo neturo. O vencedor se clasificaria.
- Os Grupos 6 e 8 tinham três times cada. A equipe mais forte do grupo era cabeça-de-chave. A disputa se dava em duas fases:
  - Primeira fase: O cabeça-de-chave se classificava direto para fase final. Os dois times restantes se enfrentariam em ida e volta. O vencedor avançaria à fase final.
  - Fase Final: O cabeça-de-chave enfrenta o vencedor da primeira rodada em casa. O vencedor de classifica.
- O Grupo 9 tinha 3 equipes que jogam em turno único. Campeão e vice se classificam.
- O Grupo 10 tinha 2 equipes. O vencedor se classificaria.
- O Grupo 11 tinha 7 equipes. O vencedor se classificaria.
- O Grupo 12 tinha 2 equipes. O vencedor se classificaria.

### Grupo 1
| 16 de junho de 1937 | Suécia | 4–0 | Finlândia | Estocolmo |
|                     |        |     |           |           |

| 20 de junho de 1937 | Suécia | 7–2 | Estónia | Estocolmo |
|                     |        |     |         |           |

| 29 de junho de 1937 | Finlândia | 0–2 | Alemanha | Helsinque |
|                     |           |     |          |           |

| 19 de agosto de 1937 | Finlândia | 0–1 | Estónia | Turku |
|                      |           |     |         |       |

| 29 de agosto de 1937 | Alemanha | 4–1 | Estónia | Königsberg |
|                      |          |     |         |            |

| 29 de agosto de 1937 | Alemanha | 5–0 | Suécia | Hamburgo |
|                      |          |     |        |          |

| Pos. | Time      | Pts | J | V | E | D | GP | GC |
| ---- | --------- | --- | - | - | - | - | -- | -- |
| 1    | Alemanha  | 6   | 3 | 3 | 0 | 0 | 11 | 1  |
| 2    | Suécia    | 4   | 3 | 2 | 0 | 1 | 11 | 7  |
| 3    | Estónia   | 2   | 3 | 1 | 0 | 2 | 4  | 11 |
| 4    | Finlândia | 0   | 3 | 0 | 0 | 3 | 0  | 7  |

- Classificados: Alemanha e Suécia

### Grupo 2
| 10 de outubro 1937 | Noruega | 3–2 | Irlanda | Oslo |
|                    |         |     |         |      |

| 3 de abril de 1938 | Irlanda | 3–3 | Noruega | Dublin |
|                    |         |     |         |        |

| Pos. | Time    | Pts | J | V | E | D | GP | GC |
| ---- | ------- | --- | - | - | - | - | -- | -- |
| 1    | Noruega | 3   | 2 | 1 | 1 | 0 | 6  | 5  |
| 2    | Irlanda | 1   | 2 | 0 | 1 | 1 | 5  | 6  |

- Classifcada: Noruega

### Grupo 3
| 10 de outubro 1937 | Polónia | 4–0 | Iugoslávia | Varsóvia |
|                    |         |     |            |          |

| 3 de abril de 1938 | Iugoslávia | 1–0 | Polónia | Belgrado |
|                    |            |     |         |          |

| Pos. | Time       | Pts | J | V | E | D | GP | GC |
| ---- | ---------- | --- | - | - | - | - | -- | -- |
| 1    | Polónia    | 2   | 2 | 1 | 0 | 1 | 4  | 1  |
| 2    | Iugoslávia | 2   | 2 | 1 | 0 | 1 | 1  | 4  |

- Classificada: Polônia

### Grupo 4
O  Egito desistiu, então a  Romênia classificou-se automaticamente.

### Grupo 5
| 1 de maio de 1938 | Suíça | 2–1 | Portugal | Milão |
|                   |       |     |          |       |

- Classificada: Suíça

### Grupo 6

#### Primeira fase
| 22 de janeiro 1938 | Palestina | 1–3 | Grécia | Tel Aviv |
|                    |           |     |        |          |

| 20 de fevereiro 1938 | Grécia | 1–0 | Palestina | Atenas |
|                      |        |     |           |        |

| Pos. | Time      | Pts | J | V | E | D | GP | GC |
| ---- | --------- | --- | - | - | - | - | -- | -- |
| 1    | Grécia    | 4   | 2 | 2 | 0 | 0 | 4  | 1  |
| 2    | Palestina | 0   | 2 | 0 | 0 | 2 | 1  | 4  |

- A Grécia avança à fase final.

#### Fase final
| 25 de março 1938 | Hungria | 11–1 | Grécia | Budapeste |
|                  |         |      |        |           |

- Classificada: Hungria

### Grupo 7
| 7 de novembro 1937 | Bulgária | 1–1 | Tchecoslováquia | Sofia |
|                    |          |     |                 |       |

| 24 de abril 1938 | Tchecoslováquia | 6–0 | Bulgária | Praga |
|                  |                 |     |          |       |

| Pos. | Time            | Pts | J | V | E | D | GP | GC |
| ---- | --------------- | --- | - | - | - | - | -- | -- |
| 1    | Tchecoslováquia | 3   | 2 | 1 | 1 | 0 | 7  | 1  |
| 2    | Bulgária        | 1   | 2 | 0 | 1 | 1 | 1  | 7  |

- Classificada: Tchecoslováquia

### Grupo 8

#### Primeira fase
| 29 de julho 1937 | Letónia | 4–2 | Lituânia | Riga |
|                  |         |     |          |      |

| 3 de setembro 1937 | Lituânia | 1–5 | Letónia | Kaunas |
|                    |          |     |         |        |

| Pos. | Time     | Pts | J | V | E | D | GP | GC |
| ---- | -------- | --- | - | - | - | - | -- | -- |
| 1    | Letónia  | 4   | 2 | 2 | 0 | 0 | 9  | 3  |
| 2    | Lituânia | 0   | 2 | 0 | 0 | 2 | 3  | 9  |

- A Letônia avança à fase final

#### Fase final
| 5 de outubro 1937 | Áustria | 2–1 | Letónia | Viena |
|                   |         |     |         |       |

A Áustria se classificou, mas depois foi incorporada à Alemanha durante o Anschluss. A FIFA ofereceu a vaga à  Inglaterra, mas esta declinou o convite. A FIFA decidiu não convidar mais ninguém deixando a Copa do Mundo com um time a menos.

### Grupo 9
| 28 de novembro 1937 | Países Baixos | 4–0 | Luxemburgo | Roterdã |
|                     |               |     |            |         |

| 13 de março 1938 | Luxemburgo | 2–3 | Bélgica | Luxemburgo |
|                  |            |     |         |            |

| 3 de abril 1938 | Bélgica | 1–1 | Países Baixos | Antuérpia |
|                 |         |     |               |           |

| Pos. | Time          | Pts | J | V | E | D | GP | GC |
| ---- | ------------- | --- | - | - | - | - | -- | -- |
| 1    | Países Baixos | 3   | 2 | 1 | 1 | 0 | 5  | 1  |
| 2    | Bélgica       | 3   | 2 | 1 | 1 | 0 | 4  | 3  |
| 3    | Luxemburgo    | 0   | 2 | 0 | 0 | 2 | 2  | 7  |

- Classificados: Países Baixos e Bélgica

### Grupo 10
A  Argentina desistiu, então o  Brasil se classificou automaticamente.

### Grupo 11
Estados Unidos,  Colômbia,  Costa Rica,  México,  El Salvador e  Guiana Neerlandesa desistiram, então  Cuba se classificou automaticamente.

### Grupo 12
O  Japão desistiu, então as  Índias Orientais Neerlandesas se classificaram automaticamente.